# Benton (Illinois)
Benton je grad u američkoj saveznoj državi Ilinois. Prema popisu stanovništva iz 2010. u njemu je živjelo 7.087 stanovnika.